# Jane Flax
Jane Flax (31 de diciembre de 1948) es una teórica feminista, doctorada en Filosofía, y psicoanalista estadounidense. Actualmente imparte clases en el departamento de Filosofía y Religión en la Universidad Americana en Washington D.C, y practica el psicoanálisis de forma privada.
Tiene una perspectiva crítica con las posturas esencialistas del feminismo de la diferencia. A través del análisis de escritos de diversos pensadores, la autora reflexiona y escribe en forma de diálogo sobre tres importantes modos del pensamiento occidental contemporáneo: el psicoanálisis, las teorías feministas y las filosofías posmodernas.

## Formación
Su formación superior comenzó cuando estudió Teoría Política en Berkeley. Se involucró en el movimiento por los Derechos Civiles y contra la Guerra de Vietnam. Se interesó por el pensamiento social germánico y por las relaciones entre conocimiento y poder.
Durante los años en los que estudió un postgrado de Teoría política y Filosofía en Yale, entre 1969 y 1974, surgió la segunda ola del feminismo norteamericano, donde ella militó. Organizó grupos de discusión en el Women´s Center sobre feminismo. En Yale comenzó a interesarse por el psicoanálisis. Se involucró en la revista feminista americana Quest.
Se mudó a Washington D.C en 1978, donde escribió sus primeros artículos sobre teoría feminista.

## Trayectoria
Jane Flax defiende que la cultura occidental está en una fase de transición. Examina las construcciones de género y los modos de pensamiento, o Metateoría, que apoyan esas construcciones. Localiza la teoría feminista dentro de la filosofía postmoderna como un análisis de relaciones sociales fluidas e históricas. Defiende que el postmodernismo distancia a la gente de las creencias sobre la verdad, el conocimiento, el poder, el yo, y el lenguaje, a través de la deconstrucción.
Ha desarrollado, junto a otras teóricas feministas, el psicoanálisis feminista, argumentando que el psicoanálisis es vital para el proyecto feminista y que debe, al igual que otras tradiciones teóricas, ser criticado y trasformado por mujeres, para liberarlo de cualquier vestigio de sexismo.
Sus publicaciones tratan principalmente sobre teoría feminista, teoría crítica de raza, psicoanálisis, teorías políticas contemporáneas europeas y americanas, filosofía moral y ética, y relaciones entre raza y género.

### Publicaciones
A lo largo de su trayectoria Jane Flax ha escrito y publicado una gran variedad de libros entre los que podemos destacar:
- Thinking Fragments: Psychoanalysis, Feminism and Postmodernism in the Contemporary West (1990)[9] [Trad. esp.: Psicoanálisis y feminismos. Pensamientos fragmentarios, Madrid, Ediciones Cátedra, 1995. ISBN 84-376-1334-5].
- Disputed Subjects: Essays on Psychoanalysis, Politics and Philosophy (1993)[10]
- The American Dream in Black and White: The Clarence Thomas Hearings (1998/1999)[11]
- Resonances of Slavery in Race/Gender Relations: Shadow at the Heart of American Politics (2010)[12]
- Además, ha escrito artículos en periódicos y revistas especializadas.[13]